# ビル・ダンス・アウトドアーズ
『ビル・ダンス・アウトドアーズ』（英語: Bill Dance Outdoors）は、アメリカ合衆国で製作されている釣り番組。1968年に放送が開始され、2014年現在も続く長寿番組である。主演はビル・ダンス。
オオクチバスやコクチバスなどのブラックバスを釣るための様々なテクニックが番組内容の中心であるが、アメリカナマズやブルーギルなど他の種類の魚を取り上げることもあるほか、ゲストが登場することもある。